# Josef Wagner (Komponist, 1908)
Josef Wagner (* 23. September 1908 in Baumgartenberg; † 4. November 1986 in Grein) war ein österreichischer Komponist. Josef Wagner ist nicht verwandt mit dem österreichischen Militär-Kapellmeister und Komponisten Josef Franz Wagner (1856–1908), der für seine Marschmusikwerke bekannt ist.

## Leben

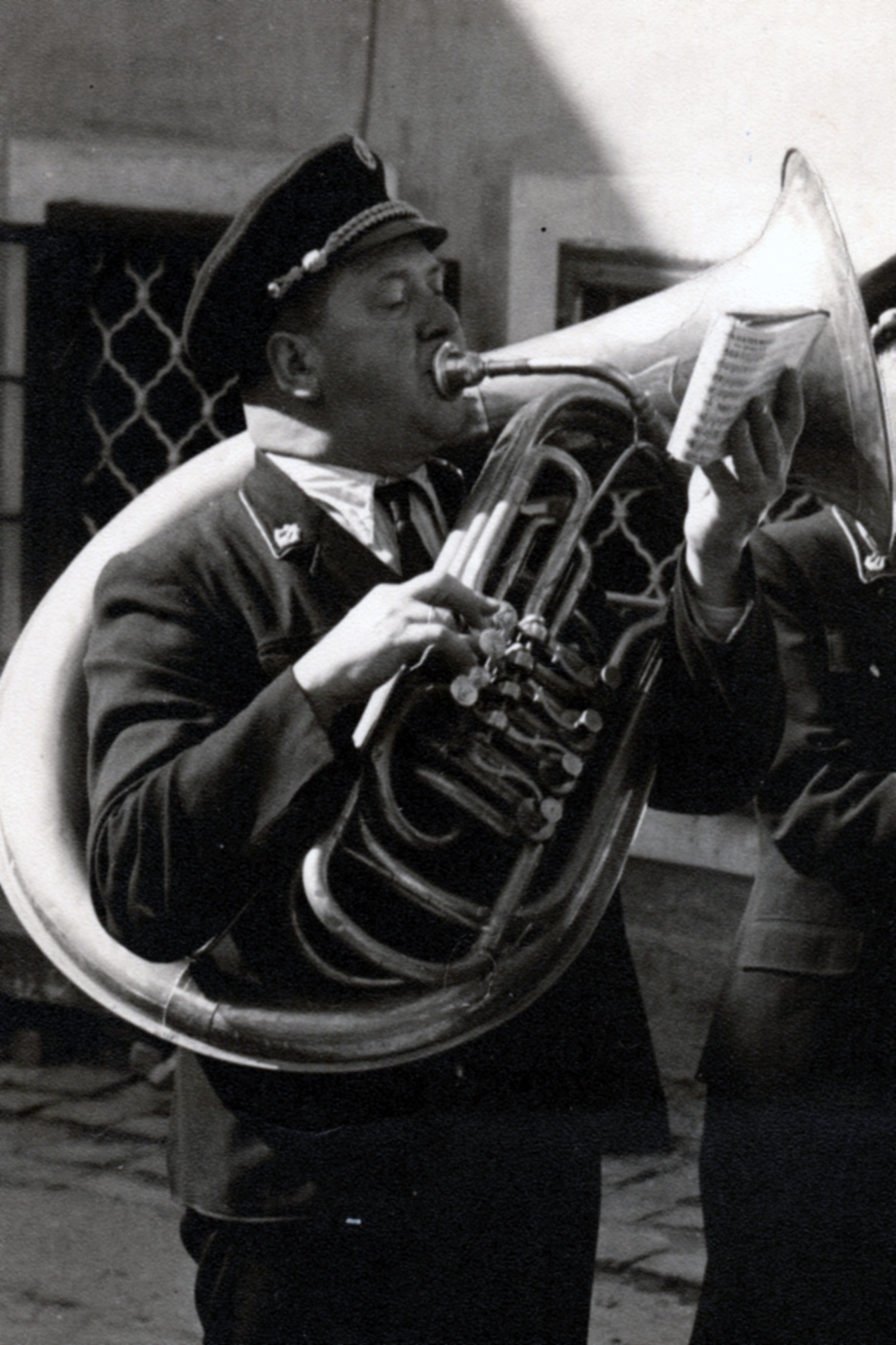
Josef Wagner am Helikon

Josef Wagners berufliche Tätigkeit führte ihn nach dem Zweiten Weltkrieg als Straßenmeister nach Grein an der Donau. Dort musizierte er nicht nur, sondern war auch von 1951 bis Dezember 1982 Obmann der Stadtkapelle Grein und wesentlich am Neuaufbau der Kapelle beteiligt. Nach über 60 Jahren als aktiver Musiker (Trompete, Tenorhorn, Helikon und Posaune) erhielt er das Verdienstkreuz in Gold des Oberösterreichischen Blasmusikverbandes.
Josef Wagner ist über seine Heimatregion hinaus als Komponist bekannt und verfasste über 50 Musikstücke. Sein bekanntestes Werk ist der Marsch „Durch den Strudengau“, der noch heute lebendig geblieben ist und von Blasmusikgruppen in TV-Sendungen gespielt und auf Tonträgern neu veröffentlicht wird.

## Auszeichnungen
Er war Träger des Silbernen Ehrenzeichens des Landes Oberösterreich und Ehrenbürger sowie Ehrenringträger der Stadtgemeinde Grein. 

## Werke (Auswahl)
- Durch den Strudengau (Marsch)
- Einzug der Dorfmusik (Marsch)
- Mühlviertler Dorfgschichten (Walzer)
- Böhmerwäldler-Polka
- Aus mein' Hoamatdörferl (Walzer)
- Gruß an die Heimat (Marsch)
- Wachauerland (Marsch)
- Kathrinitanz (Polka)
- Die Lustigen Mühlviertler (Polka)
- Mühlviertler Wasserl (Polka)
- Schneerosen-Walzer
- Hoch die Kameradschaft (Marsch)
- s’Sternsteinlüfterl (Polka)